# Чоктури
Чоктури (кор. 족두리) — тип корейской традиционной короны, которую надевают женщины по особому случаю, например, на свадьбу. Чоктури состоит из внешней короны, которая покрыта чёрным шёлком, а внутри заполнена хлопком и твёрдой бумагой. Верхушка чоктури украшена клаузоне. Корону также называют jokdu или jokgwan и используют преимущественно как аксессуар. Верхняя часть чоктури имеет слабовыраженную гексагональную форму, а низ — цилиндрическую. Форма чоктури сужается, идя сверху вниз. Чоктури может показывать социальный статус его владелицы, будучи сделанным из золота и серебра.

## История
Чоктури произошёл от женской монгольской шляпы для прогулок gogori (姑姑里) в поздний период Корё. Его начали использовать при заключении браков между представителями Корё и китайской династии Юань. Однако чоктури во времена Корё был больше и выше по размерам, чем при династии Чосон. Во времена династии Чосон чоктури стал меньше и уже не существовало больших различий между верхом и низом. Во времена правления короля Gwanghaegun чоктури стали покрывать чёрным шёлком, тогда как пурпурный шёлк использовали как внутренний материал короны. После того, как женщины начали носить чоктури, он стал чуть ли не национальным стилем в моде. В поздний период династии Чосон, короли Ёнджо (годы правления — 1724—1776) и Чонджо (годы правления — 1776—1800) запретили женщинам носить качхе (парик) и вместо этого поощряли ношение чоктури. В 1788 году, на двенадцатом году правления короля Чонджо, он издал указ, запрещающий обильно использовать в чоктури клаузоне и назначил чёрный для внутренних материалов, таких как хлопок и бамбук. Чоктури надевали не только на свадьбу, похороны, обряды, но и также для повседневного ношения при королевском дворе.

## Галерея

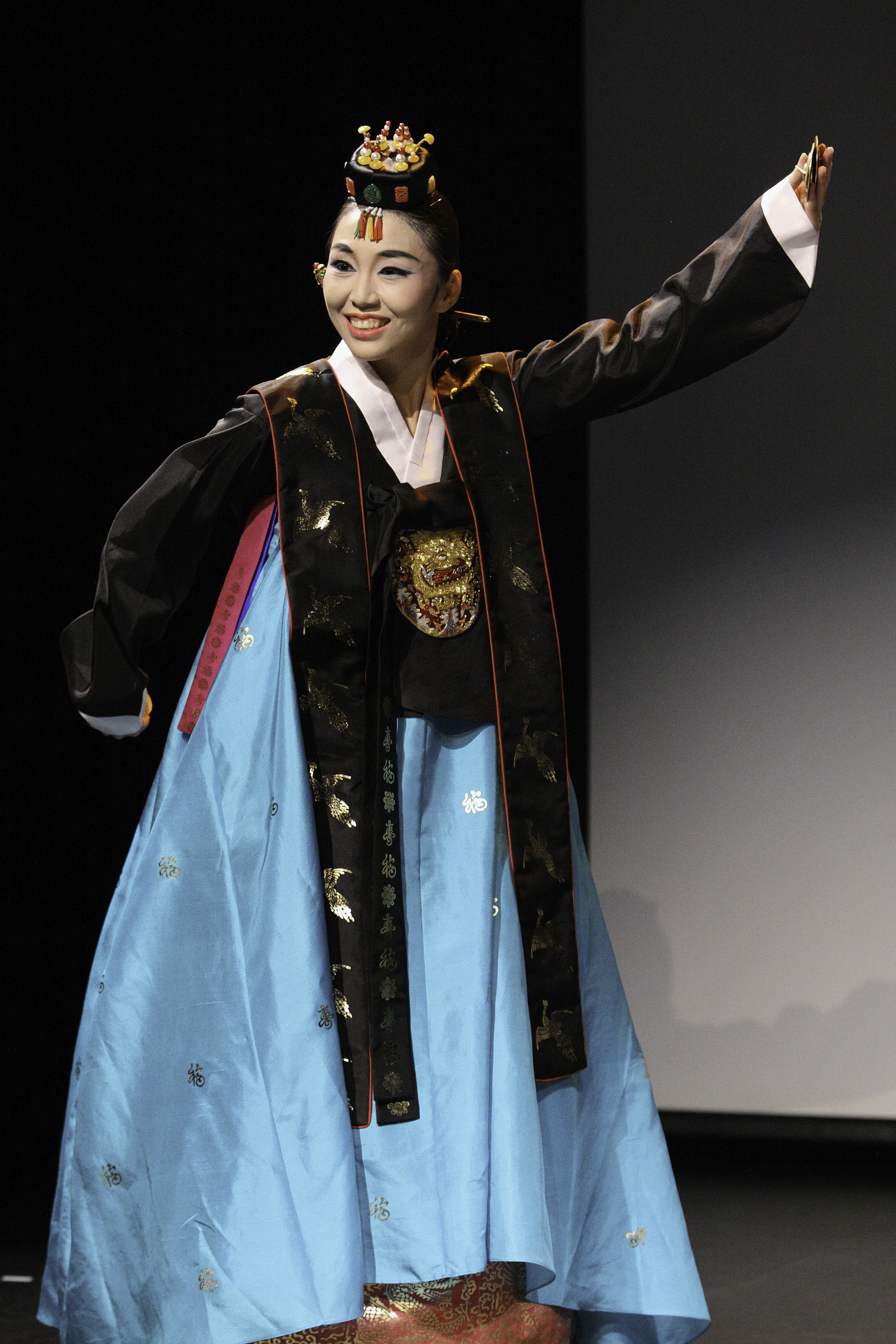
Традиционный корейский танец группы исполнения, Нанури
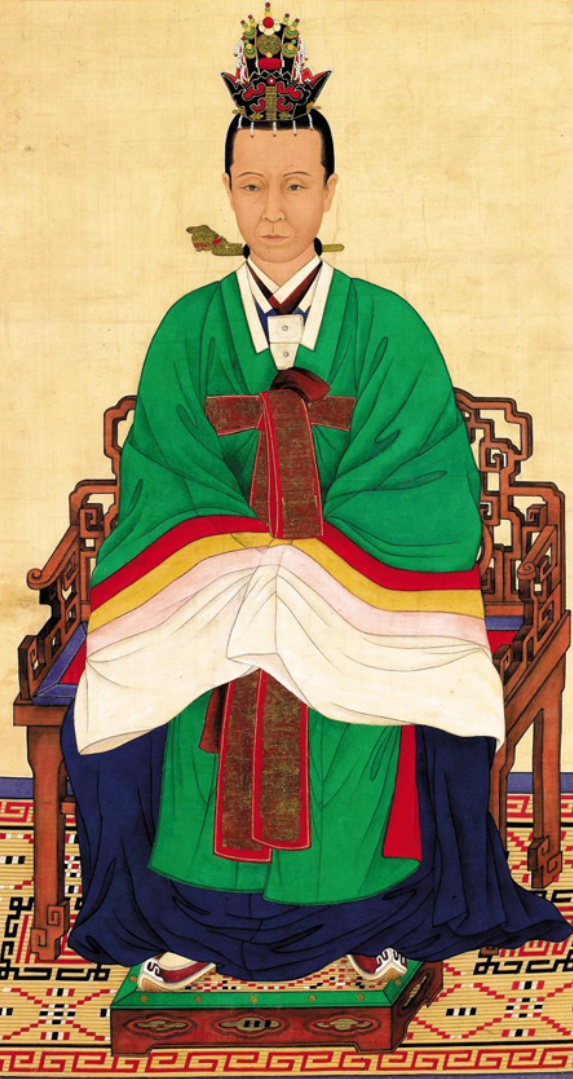
Портрет королевы Синджон, матери вана Хонджона